# Gérard Paul Deshayes
Gérard Paul Deshayes (Nancy, 13 de maio de 1795 — Boran-sur-Oise, 9 de junho de 1875) foi um geólogo e malacologista francês.
Foi laureado com a medalha Wollaston de 1870, concedida pela Sociedade Geológica de Londres.

## Obras
- "Traité élémentaire de conchyliologie" (1834-1858)
- "Conchyliologie de l'île de la Réunion-Bourbon" (1863).
- "Description des coquilles fossiles des environs de Paris" (1824-183])
- "Description des coquilles caractéristiques des terrains" (1831)
- "Description des animaux sans vertèbres découverts dans le bassin de Paris" (1856-1866)